# 14700 Johnreid
14700 Johnreid è un asteroide della fascia principale. Scoperto nel 2000, presenta un'orbita caratterizzata da un semiasse maggiore pari a 2,7351444 UA e da un'eccentricità di 0,1255350, inclinata di 10,06889° rispetto all'eclittica.